# 約翰·衛斯理

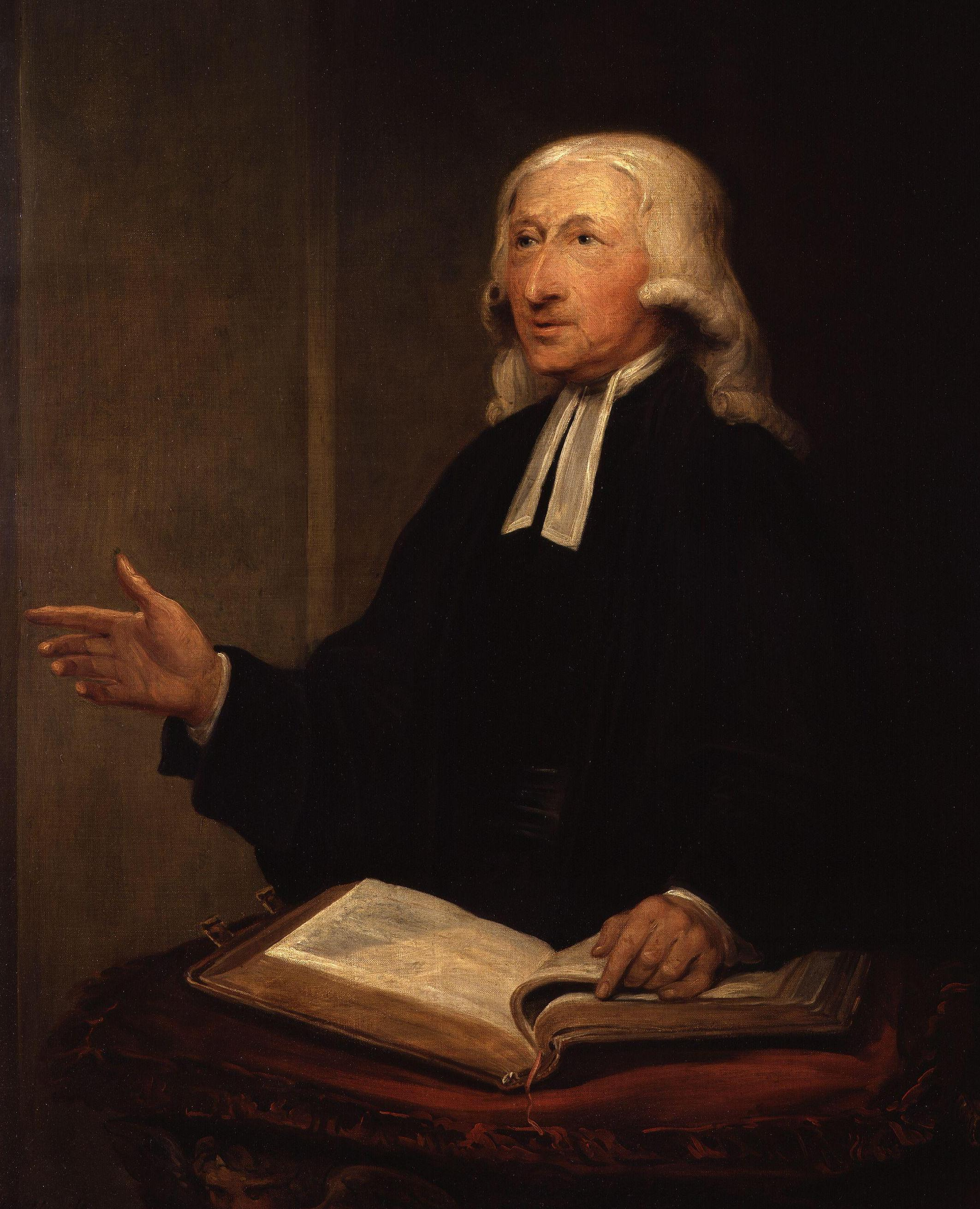
约翰·卫斯理

約翰·衞斯理（John Wesley，1703年6月17日—1791年3月2日）是18世纪的一位英國國教（聖公會）神職人員和神學家，為衞理宗的共同創始者之一。他所建立的循道會跨及英格蘭、蘇格蘭、威爾斯和愛爾蘭四個地區，他融合了阿民念主義的普救思想與福音主義思想，帶起了英國福音派的大復興。
十八世紀末開始到十九世紀末，當時的社會政治環境，其實是對教會很不利的，但這一百年卻是教會有史以來擴展最快的時期。衞理宗在約翰衞斯裡的帶領之下，成為許多當時社會政治亂象的出路，包括監獄工作、勞工失業問題等等。衞斯理是位實踐神學家，他將神學理念化成實際可行的社會運動。

## 幼年時期
約翰·衞斯理生於埃普沃思。他的父親撒母耳·衞斯理（Samuel Wesley）是聖公會的牧師，畢業於牛津大學，母親蘇珊娜重視嚴謹的教育，約翰·衞斯理在家裡19個兒子中排行第15，其中只有10位長大成人。他的家境窮困，家教強調順從、重視誡命與禮節。他母親印象深刻的一個特別的經歷，在約翰·衞斯理6歲時，有一次深夜住宅起火，濃煙把所有的人都嗆醒了，倉皇逃命，但是唯獨約翰仍在黑暗濃煙中找不到出路，在一片混亂中，約翰跑到嬰兒房的窗口大聲呼救，一個僕人爬上另一個僕人的肩膀上，才能及時把小約翰救下來，也就在這驚險的下一分鐘，整個屋頂全塌下來了。所以他的母親常常覺得小約翰是「從燃燒中拖出來的燃木」。
他由母親在家教育直到1714年，11歲約翰·衞斯理才開始就讀倫敦的Charterhouse School，受教於大師 John King。 因為身體嬴弱，父親要求他要在早餐之前跑校舍三圈，方可進食早餐，因此奠定了他終生愛好運動的習慣，使他的身體強壯起來。他在學校的學習勤奮，在21歲時得到文學學士的頭銜。

## 青年時期
約翰和弟弟查理兩兄弟，在1720年與1726年先後進入牛津大學基督堂學院就讀，約翰在牛津的求學階段，已經開始努力實踐出基督徒的信仰生活，畢業後，約翰22歲（1725年）被按立為聖公會執事，25歲（1728年）被按立為聖公會牧師。弟弟查理發起了一個以“勉勵學習、追求聖潔”為宗旨的同好會，這個同好會常被戲笑稱為是「聖潔會」，後來許多人索性稱他們為「循道友」（Methodists），來形容他們對理想信徒生活的追求。他們的生活嚴謹克己，正如他們所受的家教一般，經常去探望囚犯、病人，賙濟窮人。
衛斯理兄弟都善音樂，注重聖詩在敬拜和教導上的功能。查理一生寫了約七千五百首聖詩，發表的有四千五百首。約翰寫的較少，兩兄弟的曲譜都是由別人作的。 他們的聖詩在推廣循道運動上有很大的推力與貢獻。
當時英國科學發展迅速，『自然神論』因著牛頓發表的機械式宇宙論而震驚世界，上層社會的人崇尚自然神論，相反的，許多下層人士卻為文盲，常醉酒，平時娛樂也很低俗，文化敗落。又因適逢十八世紀的英國工業革命，造成嚴重的社會貧富懸殊問題，勞工大量失業，及許多童工、女工的問題。而原有的國教英國的聖公會，崇拜上卻只重視儀式，以致信徒都缺乏熱情，國教體制下的神職人員養尊處優，靈性低落，又常發生酗酒問題。當時英國開始有人主張敬虔運動，1728年，羅威廉（William Law,1686-1761/4/9）寫《敬虔生活的急切呼聲》呼籲要重新建立教會秩序，於是有許多奮興的社團成立，德國也已經開始發起敬虔運動，但要到衛斯理兄弟和懷特腓的循道運動，福音派才真正大覺醒。同時啟蒙運動高舉理性為知識之本，當時英國興起的經驗主義，也使得約翰·衛斯理的神學大受此處境的拉扯，因而衛斯理產生了對「理性」與「宗教經驗」要平衡的論述觀點。
1735年，衛斯理兄弟應北美新殖民地的宣教呼聲，前往北美乔治亚州傳教。往北美的船隻在大西洋時遇上暴風，同船的摩爾維亞信徒遇船難依然大聲唱詩讚美神，因此約翰相當驚訝而留下了深刻的印象，這個使得衛斯理對自己的信仰才有了更真實的經驗，建立他認為<經驗可以印證聖經與信仰的真實性>的神學思想。到了喬治亞州之後，衛斯理兄弟很奮勇傳教，但仍無成效。查理·衛斯理因為身體虛弱，於1736年返回英國；約翰·衛斯理則繼續留在喬治亞工作。他很有語言天份，能同時用德法義數國語言主持禮拜，於1736年在撒萬那創立一個奮興靈性生活的小會。個性上屬於較拘泥的高派教會人士，對於重大事件猶豫不決之時，常用抽籤或是隨意翻聖經指出經文作為決疑之法。如：在喬治亞工作期間，約翰曾與蘇菲（Sophy Hopkey）小姐論及婚嫁，但又考慮守聖職獨身。最後，他用抽籤之法來決定，結果是反對與這位小姐結婚。約翰這個決定令對方與其家屬大感不滿，她旋即與另一位追求者結婚。婚後，其丈夫反對她參加衛斯理所主持的宗教討論會，衛斯理反以為她缺乏靈性修養，不准她領聖餐。她的友人誤以為衛斯理藉此在報復，甚至起來控告他。以至於衛斯理在喬治亞的工作完全失效，只得返回英國。回程途中依然害怕船難死亡，使他不得不承認：他所有的只是一個順境時的宗教。
約翰返回英國後，兄弟倆又認識一位摩拉維亞弟兄會的弟兄貝勒爾，共同組織了一個會社「桎梏巷會」（Fetter-Lane Society）。但兄弟兩心中仍未得到平安。1738年5月24日黃昏，約翰不大情願的走到艾德門街 （Aldersgate）的一個會社中聚會，剛好聽到馬丁·路德《羅馬書注釋》的序文，突然大受感動，特別對信心有了深刻的體認，宣稱他重獲基督徒的真實新生命。
他的日記寫著這著名的經歷：「會中有人宣讀馬丁·路德所寫的《羅馬書信序文》。當他描述『神藉著人對基督的信心，在人裏面所施行的改變』時，我覺得心中奇異的溫暖。我覺得，自己確實已信靠基督，藉著基督得著了救恩；並且祂給我保證除去我的罪，救我脫離了罪和死。」

## 循道運動的發展過程
所謂的大復興循道運動發生在1740年代初，一起參與的有大學同窗好友懷腓特與弟弟查理衛斯理，以戶外舉辦的露天大佈道會及循道會社的建立為主要的活動。在英國他們主動前去關心社會中一些因工業革命受傷害失業失落的勞工階級與冷漠的知識分子。
當時英國國教聖公會偏向向上層社會的人傳福音，而長老會跟浸信會偏向中產階級、商人，約翰·衛斯理的循理會就專門向窮苦的下層勞工階級的人傳福音。衛斯理兄弟這種感情豐富的講道方式，其實在當時並不受歡迎，特別對當時冷漠冷靜的英國國教聖公會來說，是很大的極端，因此常被趕出教會外，教會不允許他們以這種熱情的方式在會堂裡講道。於是他們只好主要著力在一些外面的基督徒小組裡講道，甚至舉辦露天的大佈道會。他們最著名的露天講道是發生在金斯伍德（Kingswood）的曠野，向眾多礦工傳福音。儘管約翰的講道不如懷腓特那樣出色，但許多低下階層的人，卻受他的感動信基督教。
由於約翰．衞斯理在全英國作出這種野外佈道，致使當時國教會及社會都有不同的反應。1739年3月於牛津大學畢業同時也是神聖會會員的詹姆斯．埃爾韋（J．Hervery）對約翰．衞斯理這種佈道方式作出嚴厲的批評，但約翰．衞斯理在其回信當中，他認為「⋯⋯我若不去傳神所交付的福音，就有災禍臨到我，因此為了傳福音我可以到歐洲、亞洲、非洲和美洲，甚至世界的任何地方。」接著他又說「我把整個世界當作我的教區」，這樣的宣言稱得上是循道會有名的宣言。
衛斯理兄弟們旅行佈道到世界各地，因為很看重信基督教後的教導與跟進工作，因此立刻就在當地建立循道會社。會社組織漸大，就將每區的信徒分班，每班十二人，選一人作班長。設立了教師、探訪員、管家等職務。允許平信徒起來講道(這也源自馬丁路德的神學觀)，講道不再只是牧師才有這個資格；每一班的人約定好要彼此鼓勵扶持，班長有當然的責任要督促班員過敬虔的生活，只要不是真的認真學習追求生命改變的人，衛斯理就會寧可把他們逐出小組。他也隨著會社的發展在倫敦召開了第一次盛大的年度會議之後，他將全會社劃分成幾個教區，設立教區長，也設立遊行傳道人可以四處巡行講道探視。
衛斯理: 「我知道如果我自己在同一個地區傳道一整年，我相信我會使我自己和會眾打瞌睡，我也不能相信神的旨意是每個會眾只能有一個老師，在長期和經常的試驗後，我發現經常變換老師是最好的做法，每位傳道人都有不同的恩賜。」（致渥克牧師，1756年）
他所建立的循道會跨及英格蘭、蘇格蘭、威爾斯和愛爾蘭四個地區，帶起了英國福音派的大復興，甚至傳播到其他英語世界地區。約翰·衛斯理在五十年內旅行佈道超過廿五萬哩，足跡遍及英德荷等歐洲鄰近國家，講道多達四萬多篇。循道會社的建立是很關鍵的復興力量。在他去世時，已有八萬會眾在英國，六萬左右在美國，今日循道會也已有超過四千萬的信徒遍佈在世界各地。十八世紀末開始到十九世紀末，從社會學家的觀點來看，當時社會政治環境其實是對教會很不利的，但這一百年卻是教會有史以來擴展最快的時期。

## 神學貢獻
他的重要偉大神學貢獻是在他提出了一個重要的基督徒的成聖觀，這是一個成聖的過程，所謂的救恩進階：預設恩典→悔改→稱義→重生→成聖之路→完全成聖。他提出了動態的恩典觀，以及預期的恩典:神的赦免總是在人的行動之前。
衛斯理: 「我們對上帝的敬拜，不同於異教徒與掛名的基督徒，乃是用心靈與真理敬拜，基督教的三項教義：原罪，因信稱義，成聖，是我們必須遵守的，也是基督教的三個層次：門外，門檻，室內。」（致湯瑪士·邱吉爾，1746年）
衛斯理: 「這項恩典猶如房屋的前廊，任何人都可以前來。但是要進到房屋裡面，還是要經過稱義這個門檻。進了門檻還有許多的工作，要經過成聖的過程，方能生活得更好。」約翰·衛斯理看重聖靈是神的恩典的一部分，因此也比較看重聖靈的工作。

## 神學系統的特色

### 大公精神與追求成聖的生活
衛斯理自己沒有提出具體的系統神學理論，他是一位實踐者，他是一位「實踐神學家」。我們只能從他所寫的著作 (包括他的講章、日記、函件等)去重新整理探索他信仰背後的神學理論。六十年代末期，現代衛理宗名儒歐特勒提出這四大神學支柱，後來被大家廣泛引用。
大公精神意指超越了宗派／神學的藩籬，源自教會傳統，因他希望尋找出能合乎傳統的神學融合觀點，因而發展出大公及教會合一的精神，提出普世之愛， 衛斯理: 「衛理會友教友們是人類的光榮，他們從不反對各方意見，與任何不同的崇拜方式，他們只堅持信心與愛心。我不介意被稱為天主教徒，或基督教徒，但我為你作為一個異教徒而憂心，說實在的，基督徒與天主教徒倒不一定比一位行為高上的異教徒好。」（致郝頓夫人，1783年）。衛斯理也努力使 理性與經驗密切結合，他認為理性是用來建立一個與別人對話的接觸點，他也強調宗教經驗之真實性。
衛斯理始終盡力將新舊的元素加以整合，希望兩全其美，他將每一事工作到極限廣及各個角落。他認為成聖是信仰過程非常重要的部分，認為一個蒙恩的人，就是恢復了原本神造人時所賦予的原本形象，當初神以自己的形象造人，也託付人要管理這個世界。因此成聖的生活也包含了重視環保與人權等問題，這就成為今日循道會與其他派別不同的特色，所獨具的內在動力。

### 衛斯理神學的四大神學支柱理論：聖經、傳統、理智、經驗

#### 聖經的權威
唯獨聖經：聖經是最高無上的權威，其他三者只是輔助者。「我不准許其他任何的規則作為信心與實踐的標準—只有聖經、唯獨聖經……」。聖經的重要性大過它的真實歷史性、或神學可靠性，理性是用來解釋聖經，教會傳統能幫助解經有權威。經驗可幫助把聖經中話語的真實活出來。
所以，在約翰．衞斯理的自我憶述中，他從一七二九年後開始了「只讀一本書的人」這種方法。這並非說他排除了或限制自己的閱讀，而是優先次序，以《聖經》為優先，並且其也認為在聖經的釋經原則、信仰與道德的起點與終點都是來自《聖經》。也是由於此，約翰．衞斯理提出了「解經五原則」：
1. 信徒要熟悉《聖經》，並掌握《聖經》的整體中心思想。
2. 《聖經》是唯一的權威對啟示的經文提供更確定的解釋。沒有其他比《聖經》更有權威以明確的經文來解釋啟示經文，這也是古代教父與宗教改革者對《聖經》整體去讀的應有態度。 
3. 解釋《聖經》最初要以字面作解釋，除非因字面本身意思看上去是不合理或不合乎「上帝的純潔無盡的愛」的道德本性。這種情況下需要尋求啟發的類比，但緊記要合符「信仰類比（Analogy fo Faith）」的條件。
4. 上帝的恩典在其給人的信實的旨意中是有效的，而祂從不會給人不能遵守的命令。這正是約翰．衞斯理對《聖經》中所有的道德誡命都是一種「遮蓋了的應許（Cover Promises）」
5. 約翰．衞斯理認同安立甘宗的萬桑對正典的理解：就是教會可憑其歷史經驗去理解《聖經》，雖然當中也會出錯，但從整體來看也是比後世解經者為好重難月日特別是自說自話的解經者。因此，偏激及極端的新思想，原則上應戒絕。
費克雷有佷好的結論：「聖經是信仰權威的源頭……教會及其傳統提供了詮釋權威的資源，在聖靈的恩賜下帶來亮光……人的經驗世界（不論是理性、感性、道德性）卻組成了聖經與傳統能被闡明的處境，這是在啟示的恩典下進行……。」

#### 傳統的權威
他看重教會傳統的豐富屬靈產業，衛斯理認為教會傳統的重要性，僅次於聖經。他認為古教父的著作正是信仰真實的描述，「因為它們含有對真實信仰的描述（這也是他重視經驗的緣故），這引導我們對基督教信仰更完全確信……。」
由此也發展出大公精神，尋求這教會合一。 衛斯理從來沒有脫離英國教會的意圖，「我立此為不朽的真理—任何教會的神學只要＜愈接近聖經者，就愈該接受之＞；反之，任何教會的神學愈偏離聖經，我們愈有理由去懷疑它……。」。 衛斯理: 「虔誠的基督徒，無論屬於何教派，不希望突顯自己，也不會盲從地追求，聖經上說凡遵行我天父旨意的，就是我的弟兄姊妹和母親了（太12:50），弟兄們，我以神的慈悲，懇求你們不要再分門別派。」（基督徒的品格）。 衛斯理: 「英格蘭聖職人員中，那少數傳揚聖經三大教義的——原罪，因信稱義，成聖——竟然彼此忌妒，不合，真令人難過，這是多麼有利於他們共同的敵人呢！這對他們投入的偉業，又是多大的阻礙阿～何等盼望他們之間能坦然面對，認真交流……多年來我一直致力追求此目標，致力使神的使者合一，非分散。」（致喬治·唐寧牧師，1761年）

#### 理性的權威
主要因為十八世紀啟蒙運動高舉理性為知識之本，難免會受到哲學與理性的壓力。約翰·衛斯理曾如此說過：「……對我們（衛理宗）而言，一個很基要的原則是：棄絕理性即是等於棄絕了信仰 ；信仰和理性是並行的，所有不合理的信仰，必是虛假的信仰。」。 衛斯理: 「上帝創造我們成為有思想的創造者，……所謂的良知，我們可以這樣了解，乃是由上帝所放置於每一個來到世上的靈魂裡，讓他可以在自己的內心或生命中判斷對與錯的一種器官與能力。」（聖靈的見證IV）。 他認為理性是我們擁有神的形像的確據之一 ，也是神的恩典賜予。 「……讓理智盡其所能吧！努力運用它，但同時要記得：理性本身不能產生信、望、愛；因此它無法帶來真正的德行與滿足的喜樂……。」 信心本身就是一理性上的認知過程，最後我們明白並接受救恩。理性是種與別人溝通的工具，用意在將福音以別人的理性所能接收的方法傳出去。

#### 經驗的權威
主要因為他受了啟蒙運動與個人經歷的影響，避免死沉的宗教儀式，或無法真實流露出與神之間的獨特真實關係。他從小所受的教會傳統權威的塑造，只有當他遇到羅馬書注釋那次的真實經歷，才使他對自己的信仰完全肯定。 衛斯理: 「不做壞事，做好事與參與事工，並不是基督徒的全部事奉，一位弟兄事奉了多年，到頭來並未得救，一位姊妹自認為是有品格的人，只因為她不淫蕩，另一位弟兄只是不偷不搶而已，願在天上的父神，保守我不落入如此貧乏，單薄的信仰。」（衛理會教徒的操守與品德）。他認為 經驗能印証信仰的真實性，也是上帝所賜預設恩典中的一部分，神賜下屬靈感官，經驗最重要的目的與功能是印証聖經的真理，信徒能在聖靈的指引，按聖經與經驗活出豐盛的生命。教會的傳統也不能缺少經驗的輔助，經驗有助於闡明聖經。但衛斯理也有清楚表明宗教經驗是有所限制的，避免有些人太過高舉經驗的重要性。

### 動態恩典觀
約翰·衛斯理用較 動態的「恩典」觀念來探討<人的救贖與信仰實踐>的問題，他提出了「在先的恩典 prevenience of Grace」的觀念。約翰·衛斯理看重聖靈，認為是神的恩典的一部分。 衛斯理: 「這項恩典猶如房屋的前廊，任何人都可以前來。但是要進到房屋裡面，還是要經過「稱義」（Justification）這個門檻。進了門檻還有許多的工作，要經過「成聖」的過程，方能生活得更好。」。衛斯理:「我們對上帝的敬拜，不同於異教徒與掛名的基督徒，乃是用心靈與真理敬拜，基督教的三項教義：原罪，因信稱義，成聖，是我們必須遵守的，也是基督教的三個層次：門外，門檻，室內。」（致湯瑪士·邱吉爾，1746年）。 衛斯理: 「絕對預定論相對於全世界的天主教派，是一個多麼無理的理念啊，這位慈愛的上帝，人類明智，公義，慈悲的天父，從永遠定下了一個絕對的，不可改變的，無可抗拒的命令，就是有些人不管他們作什麼都可得救，而其餘的不管他們能做什麼當將滅亡。我並不相信絕對的預定論！」（致希爾先生評論的回應，1783年）
因此稱義是恩典一部分，指的是一切罪惡被赦免了，就在那一剎那我們重生了，屬於根本上的改變，而不只是相對的改變。當我們稱義時，成聖也就在那個時候開始。成聖也是恩典一部分，衛斯理: 「罪不過是暫停活動而已，並未毀滅。試探回來時，罪惡就復活了，罪只是昏厥而已，並沒有死。在人裏面有兩種互相抵觸的原則，即情欲和聖靈相爭，自己的本性和上帝的恩典相抗。」(約翰·衛斯理《聖經所示的拯救方法》《約翰·衛斯理日記》)完全的成聖指的就是完全脫離一切罪惡的拯救過程，所以救恩也包括了成聖的整個過程，期望最後進到完全的地步。

### 聖靈救贖論：救贖的過程不是一次就完成的
他提出了救恩進階：預設恩典→悔改→稱義→重生→成聖之路→完全成聖。衛斯理認為人的救贖意味著一種人靈魂的醫治，是一種不斷持續的醫治，是動態地不斷地保持呼吸聖靈的能力，才能持續地更新在我們裡頭的神的形象。

### 遺產
今天，許多人跟從衛斯理的教導。他的倡議造成了世界上 ；最大的循理公會團體聯合衛理公會。並且衛斯理的教導也是聖潔運動的基礎，這也隨著影響之後的「靈恩運動」，和宣道會的部分。衛斯理對個人和社會的聖潔立場到今日還持續是基督徒的挑戰。

### 人觀：Albert Outler 整理出三個層次
即自然的形象（the natural image）、管治的形象（the image of political）以及道德的形象（the moral image）。 衛斯理: 「我們有最清晰和強度的亮光知道，什麼是真正的信仰，那就是藉著基督來重建人，不只靠祂的恩典，也因為我們有神的形象。」（基督再來的結局）
自然的形象：是指我們的基本的能力，包含理解力，理性，意志，意願，或自由。人墮落後，這個能力還在。管治的形象:是因為神將大地交由人來管理，所以賜與人管理的能力如領導，經營。與自然的形象相同，在人墮落之後儘管人性遭到腐化，但是這一向度的形象仍可繼續存在人性之中。道德的形象:是指人所能活出神的屬性，如愛、公義、憐憫等等。 道德的形象並不能獨力存在，它必須奠基於人與神之間關係的情況。人墮落後，人與神間的關係受到破壞，人的道德形象就不能自然顯出。比較接近東方教會傳統的看法，認為人性是不斷地參與神的神性，而當人與上帝間關係破裂，人裡面神的形象就無法彰顯。（可參John Wesley在彼得後書1:4的筆記, 1950/1958, 890）

### 引用
1. ↑  夏奧理、寇斯蓮，《教會偉人故事集》，芯 如譯（香港：基督教輔僑出版社，1955，65-6。
2. ↑  華爾克，《基督教會史》，謝受靈、趙毅之譯（香港：基督教文藝出版社，2005），798。
3. ↑  華爾克，《基督教會史》，謝受靈、趙毅之譯（香港：基督教文藝出版社，2005），799。
4. ↑  金振斗; 許仁策譯. . 台灣: 聖光神學院. 2015年3月: 175–177.
5. ↑  歐德來; 鄭尚恩譯.  初版. 香港: 世界循道衞理宗華人教會聯會. 2010年2月: 53–54.